# Torneo Acropolis 1988
Il Torneo Acropolis 1988 si è svolto dal 3 al 5 giugno 1988.

Gli incontri si sono svolti nell'impianto ateniese "Palasport della Pace e dell'Amicizia".

## Squadre partecipanti
1. Duke University
2. Grecia
3. Italia
4. Jugoslavia

## Risultati
| Atene 3 giugno | Jugoslavia | 83 – 82 | Italia | Stadio della pace e dell'amicizia |

| Atene 3 giugno | Grecia | 89 – 88 | Duke University | Stadio della pace e dell'amicizia |

| Atene 4 giugno | Grecia | 80 – 73 | Italia | Stadio della pace e dell'amicizia |

| Atene 4 giugno | Jugoslavia | 104 – 103 | Duke University | Stadio della pace e dell'amicizia |

| Atene 5 giugno | Italia | 102 – 87 | Duke University | Stadio della pace e dell'amicizia |

| Atene 5 giugno | Grecia | 76 – 84 | Jugoslavia | Stadio della pace e dell'amicizia |

## Classifica Finale
| -  | Team            | PT | V - P | Formazioni |
| -- | --------------- | -- | ----- | --- |
| 1. | Jugoslavia      | 6  | 3 - 0 | |
| 2. | Grecia          | 4  | 2 - 1 | |
| 3. | Italia          | 2  | 1 - 2 | Gentile · Riva · Dell'Agnello · Magnifico · Binelli · Gracis · Costa · Iacopini · Vescovi · Boni · Montecchi · Morandotti · Bosa · Lorenzon · Rusconi · Baldi All. Gamba |
| 4. | Duke University | 0  | 0 - 3 | |